# Fools' Parade
Fools' Parade (Cerco de fuego en España y El hombre dinamita en México) es una película de 1971 dirigida por Andrew V. McLaglen y protagonizada por James Stewart y George Kennedy y Anne Baxter.

## Argumento
Una banda de exconvictos intentan reconvertirse y dejar atrás su oscuro pasado. Mattie Appleyard es el líder de una banda de exonvictos que intantan reconvertirse y dejar atrás su oscuro pasado. Al salir de la cárcel, él recibe un cheque de 25 000 dólares de un banquero que ha estado cuidando de su dinero mientras estaba en prisión y con ese dinero quiere abrir junto a sus dos amigos una tienda y empezar una nueva vida.
Desafortunadamente, un banquero y un trabajador de la prisión, en la que estuvieron, se interpondrán en el camino de los tres para hacerles todo mucho más difícil al respecto.

## Reparto
| Actor            | Personaje        |
| ---------------- | ---------------- |
| James Stewart    | Mattie Appleyard |
| George Kennedy   | 'Doc' Council    |
| Anne Baxter      | Cleo             |
| Strother Martin  | Lee Cottrill     |
| Kurt Russell     | Johnny Jesus     |
| William Windom   | Roy K. Sizemore  |
| Mike Kellin      | Steve Mystic     |
| Katherine Cannon | Chanty           |

## Producción
La película se rodó entre el final de septiembre de 1970 y principios de noviembre de 1970. Se filmó para ello en Moundsville, que está en Virginia Occidental, Estados Unidos, la cual fue y es la ubicación de la prisión estatal de Virginia Occidental.

## Recepción
Hoy en día la película ha sido valorada en portales cinematográficos y por críticos profesionales. En IMDb, por ejemplo, con aproximadamente 1700 votos registrados en ese portal, el filme obtiene una media ponderada de 6,4 sobre 10. En cuanto a Rotten Tomatoes, los más de 100 votos registrados allí le dieron una valoración media de 3,3 de 5. También cabe destacar, que en La Vanguardia el 74 % de los usuarios registrados en ese periódico le dan una valoración positiva.